# Burni Simpang Dua Alurtalu
Burni Simpang Dua Alurtalu är ett berg i Indonesien.   Det ligger i provinsen Aceh, i den västra delen av landet, 1 600 km nordväst om huvudstaden Jakarta. Toppen på Burni Simpang Dua Alurtalu är 1 674 meter över havet.
Terrängen runt Burni Simpang Dua Alurtalu är bergig åt sydost, men åt nordväst är den kuperad.Runt Burni Simpang Dua Alurtalu är det mycket glesbefolkat, med 4 invånare per kvadratkilometer. I omgivningarna runt Burni Simpang Dua Alurtalu växer i huvudsak städsegrön lövskog.